# 라마족
라마족(학명: Lamini)은 낙타과 낙타아과에 속하는 포유류 분류군의 하나이다. 현존하는 속은 라마속, 비쿠냐속 2속이며 종은 라마·과나코·알파카·비쿠냐이다.

## 같이 보기
- 반추류
- 유제류